# Franz Welser-Möst
Franz Welser-Möst (16 de agosto de 1960) é um maestro austríaco, atual diretor musical da Orquestra de Cleveland e da Ópera Estatal de Viena.

## Biografia
Franz Leopold Maria Möst nasceu em Linz, Áustria e estudou com o compositor Balduin Sulzer. Enquanto jovem, em Linz, ele estudou violino e desenvolveu interesse em regência. Após sofrer um acidente automobilístico, que o deixou com problemas em um nervo, ele parou seus estudos de violino e dedicou-se integralmente aos estudos de regência.

Em 1985, Möst assumiu o nome Welser-Möst em sugestão do seu mentor, Barão Andreas von Bennigsen de Liechtenstein, fazendo referência a cidade onde ele cresceu: Wels. Em 1986, ele foi adotado por von Bennigsen. Em 1992, Welser-Möst casou-se com a filha de Bennignse, Angelika. Suas maiores estreias foram no Festival de Salzburgo em 1985, seguida de uma atuação com a Filarmônica de Londres em 1986 e com a Orchester Musikkollegium Winterthur em 1988. Outras aparições como maestro convidado, que marcaram seus cinco primeiros anos de carreira foram: sua estreia americana com a Orquestra Sinfônica de Saint Louis em 1989, performances com a Orquestra Sinfônica de Boston, Orquestra Sinfônica de Atlanta, Filarmônica de Nova Iorque e Orquestra Sinfônica de Chicago, retornando com frequência a Filarmônica de Londres. Em 1990, Welser-Möst tornou-se o Maestro Residente da Filarmônica de Londres. Sua gestão com a orquestra foi marcada por controvérsias, com críticas londrinas fazendo referência ao seu nome "Frankly Worse thans Most". Ele concluiu seus trabalhos em 1996.

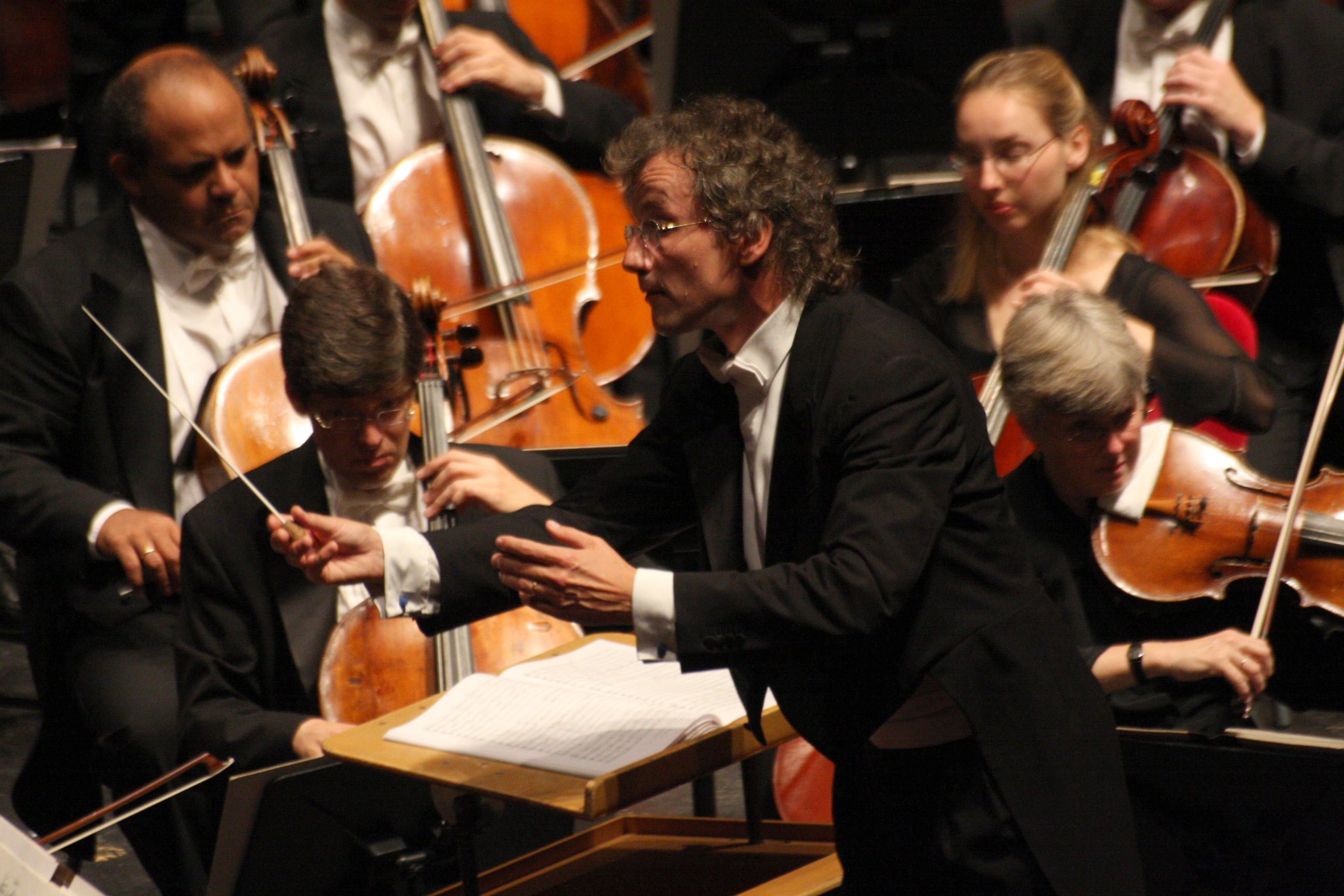
Franz Welser-Möst conduzindo a Orquestra de Cleveland

De 1995 a 2000 ele foi o Diretor Musical da Casa de Ópera de Zurique. Lá, ele conduziu 27 novas performances como também reviveu inúmeros trabalhos. Seu mais notável trabalho inclui o Der Ring des Nibelungen de Richard Wagner. Ele tornou-se o Diretor Musical Geral da Ópera de Zurique em setembro de 2005, com um contrato original até 2011. Mas Welser-Möst retirou-se da companhia antes, em julho de 2008, após ter aceito o mesmo cargo com a Ópera Estatal de Viena.
Welser-Möst tornou-se o Diretor Musical da Orquestra de Cleveland na temporada 2002/2003, com um contrato inicial de 5 anos. Em sua última temporada a frente da orquestra, seu contrato foi prolongado para mais 5 anos. Em junho de 2008, a orquestra anunciou outra extensão no contrato, assim Welser-Möest permanecerá na orquestra até a temporada de 2017/2018.
Em 6 de junho de 2007, o governo austríaco anunciou que Welser-Möst seria o novo Diretor Musical (Generalmusikdirektor) da Ópera Estatal de Viena, começando em setembro de 2010. E tornou-se membro honorário do Wiener Singverein.
Welser-Möst conduziu o Concerto de Ano Novo de Viena de 2011.

## Ópera Estatal de Viena
Welser-Möst fez sua estreia na Ópera Estatal de Viena em 1987, substituindo o maestro italiano Claudio Abbado, na regência de L'italiana in Algeri de Gioachino Rossini. Mais de dez anos depois, Welser-Möst retornou a companhia para conduzir Tristan und Isolde de Richard Wagner. Em dezembro de 2006 ele conduziu a nova produção de Arabella, de Richard Strauss em Viena e posteriormente, conduziu Der Ring des Nibelungen e Tannhäuser de Richard Wagner.
Welser-Möst começou sua temporada em Viena conduzindo a produção de Tannhäuser de Franco Zeffirelli. Em outubro de 2010, ele conduziu a nova produção de Cardillac de Paul Hindemith, seguido das novas produção de Don Giovanni e Le nozze di Figaro (Wolfgang Amadeus Mozart) e finalmente Káťa Kabanová (Leoš Janáček).